# Осакська біржа
Осакська біржа (яп. 株式会社大阪証券取引所) — найбільша біржа деривативів у Японії за обсягом операцій.
У липні 2012 року заплановане злиття з Токійською фондовою біржею було схвалено Японською комісією з добросовісної торгівлі (JFTC). Торги на біржі відбуваються у Токіо.
Біржа входить до Федерації фондових бірж Азії та Океанії.

## Історія
Osaka Stock Exchange Co., Ltd. була заснована в 1878.
У червні 1943 біржа стала підрозділом Japan Securities Exchange в Осаці. Діяльність Japan Securities Exchange була припинена в 1945, а в 1947 біржа була офіційно ліквідована.
Базою відтворення Осакської біржі став новий закон про біржі та цінні папери, прийнятий в 1948 році. Результатом стало створення Osaka Securities Exchange в 1949 році.
- 1956 — відтворена система торгівлі облігаціями.
- 1973 — біржа стала асоційованим членом Міжнародної асоціації бірж.
- 1974 — була запущена комп'ютерна система зберігання інформації. Повністю торгівля на біржі стала електронною до 1999 року.
- 2001 — Осакська фондова біржа була об'єднана з Кіотською фондовою біржею.

1 січня 2013 Токійська та Осакська біржі об'єднались у Японську біржеву групу (日本取引所グループ, Nihon Torihikijo Gurūpu)